# Liste der Michigan State Historic Sites im Ogemaw County

Lage des Ogemaw Countys in Michigan

Diese Liste der Michigan State Historic Sites im Ogemaw County nennt alle als Michigan State Historic Site eingestuften historischen Stätten im Ogemaw County im US-Bundesstaat Michigan. Die mit † markierten Stätten sind gleichzeitig im National Register of Historic Places eingetragen.
| Name                                           | Bild | Lage                                   | Ort             | Eintrag seit  |
| ---------------------------------------------- | ---- | -------------------------------------- | --------------- | ------------- |
| Cleveland Park Pavilion                        |      | M-33, angrenzend an die Rose City Hall | Rose City       | 18. Jan. 2001 |
| Ogemaw Springs Commemorative Designation       |      | Maes Road                              | Ogemaw Township | 2014          |
| Rose City Commemorative Designation            |      | South of Page Street and Wilber Street | Rose City       | 17. Jan. 2002 |
| Rose Township Fractional District No. 5 School |      | 3668 Cherry Street                     | Lupton          | 20. Apr. 1995 |
| Frank Sebastian Smith House                    |      | 124 East Houghton Avenue               | West Branch     | 16. Feb. 1989 |

## Belege
1. ↑  National Register Information System. In: National Register of Historic Places. National Park Service, abgerufen am 13. März 2009 (englisch).